# ويليام إتش ستيفنز
ويليام إتش ستيفنز (بالإنجليزية: William H. Stevens)‏ هو مهندس معماري أمريكي، ولد في 1818 في West Gardiner, Maine ‏ في الولايات المتحدة، وتوفي في 1880 في لويستون في الولايات المتحدة.